# Monts Hoosac
Les monts Hoosac, qui culminent à 1 100 mètres d'altitude au Mount Snow, font à la fois partie des monts Berkshire, à l'ouest du Massachusetts et du Connecticut, et des montagnes Vertes du Vermont. Ces deux chaînes font elles-mêmes partie des Appalaches. Parmi les autres sommets remarquables figurent Haystack Mountain (1 050 m), Spruce Mountain et Crum Hill (852 m).
Le nom provient probablement d'un mot mohican qui signifie « lieu de pierre ». Les monts Hoosac sont célèbres en raison du tunnel ferroviaire, construit dans la seconde moitié du XIXe siècle par Alvah Crocker, qui les traverse.

## Sources
- (en) William Bright, Native American placenames of the United States, Norman : University of Oklahoma Press, 2004.  (ISBN 9780806135762)
- (en) The Encyclopedia Americana. New York, Americana Corp. 1967. (OCLC 919406)